# Walerij Łagutienko
Walerij Łagutienko, ros. Валерий Лагутенко (ur. 1960) – radziecki lekkoatleta specjalizujący się w biegach sprinterskich.
Największy sukces na arenie międzynarodowej odniósł w 1979 r. w Bydgoszczy, zdobywając srebrny medal mistrzostw Europy juniorów w biegu sztafetowym 4 x 400 metrów.